# Diocèse de Natchitoches

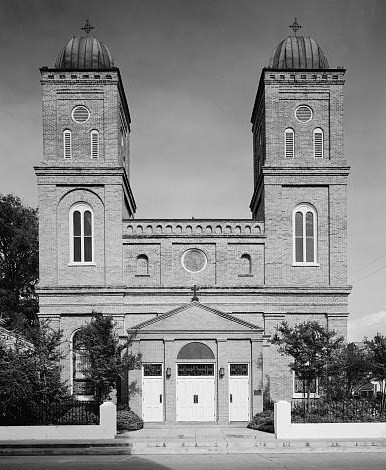
La basilique de l'Immaculée Conception de Natchitoches servait de cathédrale diocésienne.

Le diocèse de Natchitoches était un diocèse résidentiel de l'Église catholique de 1853 à 1910 dont le siège se trouvait en la basilique de l'Immaculée Conception (en) de Natchitoches, en Louisiane aux États-Unis. Le siège du diocèse a été transféré en 1935 à Alexandria, le diocèse devenant alors diocèse d'Alexandria (en). 
Le diocèse de Natchitoches a été restauré en 1995 en tant que siège titulaire.

## Liste des évêques

### Évêques titulaires
- 18 février 1999 - 18 octobre 2007 : Anthony Mancini, évêque auxiliaire de Montréal
- depuis le 29 mars 2008 : Joseph Salvador Marino, nonce apostolique au Bangladesh (en) puis en Malaisie (en) et au Timor oriental (en) et délégué apostolique au Brunei (en)